# Tim Hauser
Tim Hauser, właśc. Timothy DuPron Hauser (ur. 12 grudnia 1941 w Troy, zm. 16 października 2014 w Sayre) – amerykański piosenkarz i wokalista jazzowy, założyciel i lider kwartetu The Manhattan Transfer, a także producent nagrań grupy. W 1993 otrzymał doktorat honoris causa The Berklee College of Music. W 2007 nagrał solowy album Love Stories.
Był trzykrotnie żonaty, miał dwójkę dzieci.